# ITU World Championship Series 2024
Die ITU World Championship Series 2024 (auch World Triathlon Series, WTS) ist eine Triathlon-Rennserie mit Wettkämpfen über die olympische Distanz und die Sprintdistanz sowie als Staffelbewerb (Mixed Relay).
Sie wird unter Obhut des internationalen Triathlon-Verbands World Triathlon (ITU) ausgetragen. Der Sieger und die Siegerin der Serienwertung werden als Triathlon-Weltmeister geehrt.

## Organisation
Diese Weltserie wird seit 2009 jährlich unter sportrechtlicher Obhut der ITU veranstaltet, von 1989 bis 2008 wurden die Weltmeister jeweils in einem einzelnen Wettkampf ermittelt.
Auf der olympischen Distanz bestehen die Wettkämpfe aus 1,5 km Schwimmen, 40 km Radfahren und 10 km Laufen, auf der Sprintdistanz aus 750 m Schwimmen, 20 km Radfahren und 5 km Laufen. Bei den Elite-Wettkämpfen ist generell Drafting (Radfahren im Windschatten) freigegeben. Bei den im Rahmenprogramm veranstalteten Breitensport-Wettkämpfen besteht dagegen Drafting-Verbot, d. h. jeder Athlet hat zum vorausfahrenden Athleten auf der Radstrecke mindestens zwölf Meter Abstand einzuhalten.

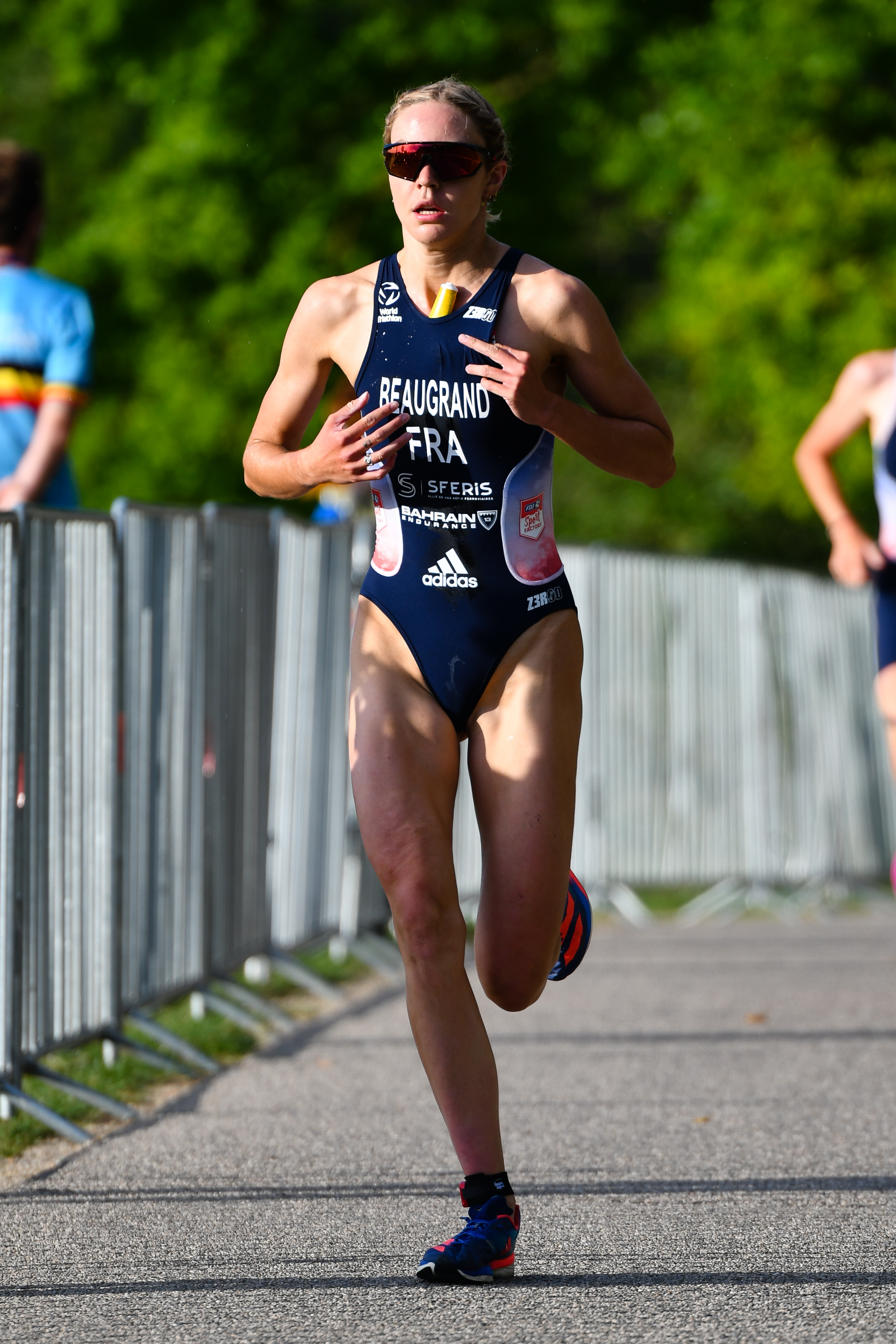
Cassandre Beaugrand – Triathlon-Weltmeisterin auf der Kurzdistanz 2024

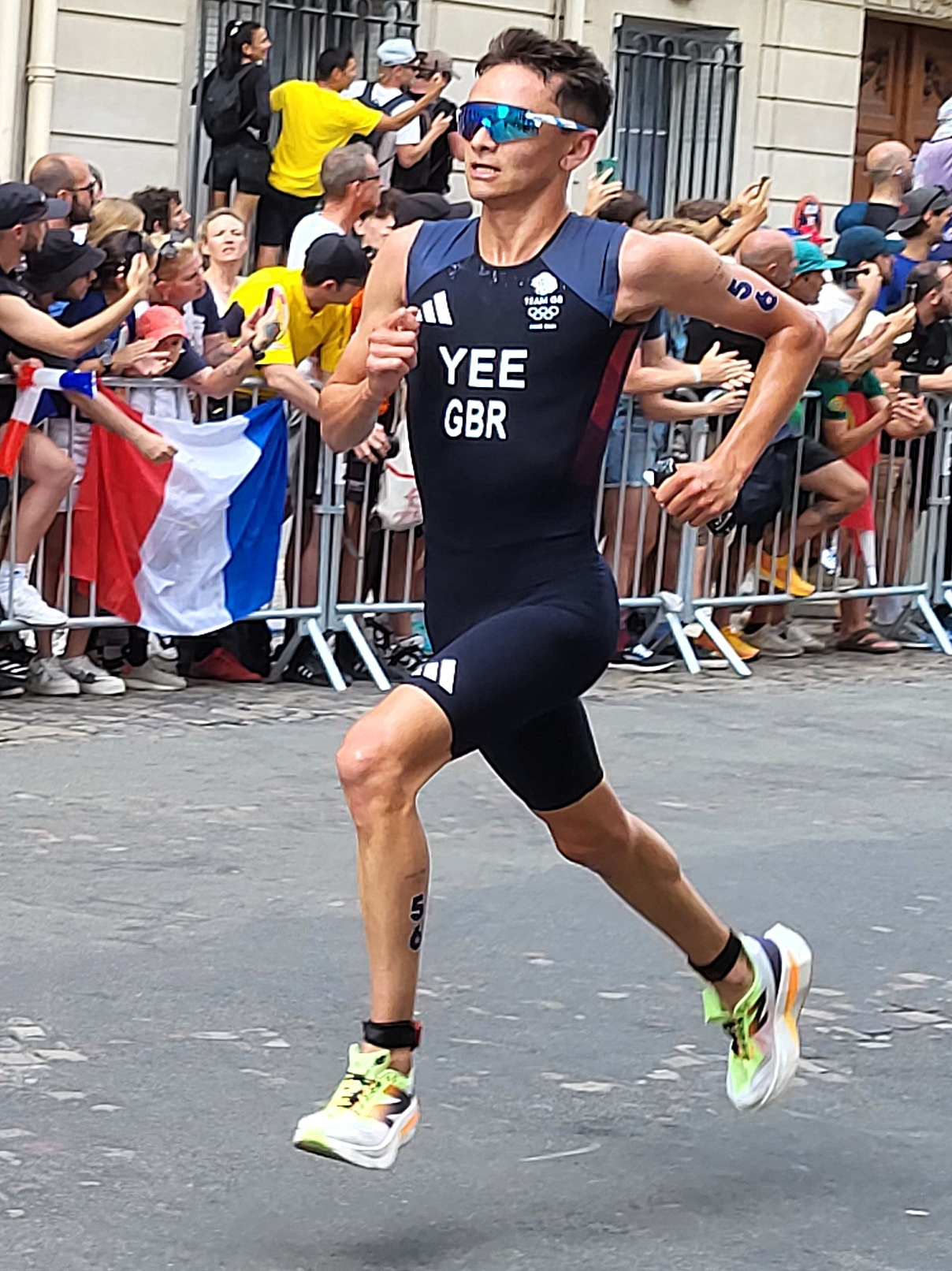
Alex Yee – Triathlon-Weltmeister auf der Kurzdistanz 2024

In der Saison 2024 fanden fünf Rennen mit dem Finale im Oktober im spanischen Torremolinos (Grand Final, olympische Distanz) statt. Das erste – ursprünglich für März 2024 angekündigte – Rennen in Abu Dhabi musste wegen drohenden Unwetters kurzfristig abgesagt werden.
Den WM-Titel auf der Kurzdistanz konnte sich im Oktober nach dem Grand Final in Spanien die 27-jährige Französin Cassandre Beaugrand mit drei Siegen in fünf Rennen sichern.
Der 26-jährige Brite Alex Yee entschied die Weltmeisterschaft der Männer mit dem dritten Rang im letzten Rennen nach Punkten in der Jahreswertung für sich.

### Qualifikation
Jeder nationale Dachverband kann pro Wettkampf der Serie bis zu sechs männliche und weibliche Athleten nominieren, der gastgebende Verband bis zu acht. Die Meldung hat spätestens 33 Tage vor dem Wettkampf an die ITU zu erfolgen.

Die ITU stellt anhand der Platzierung der gemeldeten Athleten auf der ITU Points List die Starterfelder von je 60 männlichen und weiblichen Athleten zusammen, zusätzlich können je fünf Einladungen ausgesprochen werden. In die ITU Points List gehen im Gegensatz zum World Championship Ranking auch weitere Wettkämpfe wie z. B. U23-Weltmeisterschaften, kontinentale Meisterschaften und Cup-Veranstaltungen und Studentenweltmeisterschaften ein.

### Grand Final
Nach dem Rennen am letzten Austragungsort der Saison (Grand Final) werden der Sieger und die Siegerin der Serienwertung als Triathlon-Weltmeister geehrt.
Im Rahmen des Grand Final werden zudem jährlich die
1. Weltmeister Mixed Team Relay (gemischte Staffel: 300 m Schwimmen, 6,5 km Radfahren und 1,7 km Laufen), die
2. Weltmeister in der Kategorie U23 auf der olympischen Distanz (1,5 km Schwimmen, 40 km Radfahren und 10 km Laufen) sowie die
3. Weltmeister bei den Junioren (750 m Schwimmen, 20 km Radfahren und 5 km Laufen) bestimmt.

## Ergebnisse

### Elite – Männer
| Datum         | Ort          | Gold           | Zeit     | Silber         | Zeit     | Bronze          | Zeit     |
| 9. März 2024  | Abu Dhabi    | −              |          | −              |          | −               |          |
| 11. Mai 2024  | Yokohama     | Morgan Pearson | 01:42:05 | Matthew Hauser | 01:42:12 | Luke Willian    | 01:42:20 |
| 25. Mai 2024  | Cagliari     | Alex Yee       | 01:39:44 | Hayden Wilde   | 01:39:46 | Csongor Lehmann | 01:40:27 |
| 13. Juli 2024 | Hamburg      | Matthew Hauser | 00:50:03 | Vasco Vilaça   | 00:50:09 | Pierre Le Corre | 00:50:10 |
| 27. Sep. 2024 | Weihai       | Alex Yee       | 01:48:21 | Léo Bergere    | 01:49:07 | Miguel Hidalgo  | 01:49:18 |
| 17. Okt. 2024 | Torremolinos | Hayden Wilde   | 01:42:22 | Léo Bergère    | 01:43:24 | Alex Yee        | 01:43:50 |

### Elite – Frauen
| Datum         | Ort          | Gold                | Zeit     | Silber       | Zeit     | Bronze               | Zeit     |
| 8. März 2024  | Abu Dhabi    | −                   |          | −            |          | −                    |          |
| 11. Mai 2024  | Yokohama     | Léonie Périault     | 01:52:28 | Taylor Knibb | 01:53:04 | Emma Lombardi        | 01:53:08 |
| 25. Mai 2024  | Cagliari     | Cassandre Beaugrand | 01:47:25 | Lisa Tertsch | 01:47:28 | Beth Potter          | 01:47:31 |
| 13. Juli 2024 | Hamburg      | Cassandre Beaugrand | 00:55:19 | Lisa Tertsch | 00:55:30 | Beth Potter          | 00:55:31 |
| 27. Sep. 2024 | Weihai       | Lisa Tertsch        | 02:04:42 | Beth Potter  | 02:04:59 | Georgia Taylor-Brown | 02:05:40 |
| 17. Okt. 2024 | Torremolinos | Cassandre Beaugrand | 01:56:44 | Beth Potter  | 01:57:22 | Emma Lombardi        | 01:57:34 |

### Gesamtwertung 2024

#### Männer
| Platz | Land | Athlet                  | Punkte  |
| ----- | ---- | ----------------------- | ------- |
| 1     | GBR  | Alex Yee                | 4069.53 |
| 2     | FRA  | Léo Bergère             | 3728.33 |
| 3     | NZL  | Hayden Wilde            | 3726.40 |
| 4     | FRA  | Pierre Le Corre         | 3025.48 |
| 5     | HUN  | Csongor Lehmann         | 2810.69 |
| 6     | AUS  | Luke Willian            | 2531.90 |
| 7     | FRA  | Vincent Luis            | 2528.28 |
| 8     | AUS  | Matthew Hauser          | 2301.40 |
| 9     | BRA  | Miguel Hidalgo          | 2215.00 |
| 10    | ESP  | Alberto Gonzalez Garcia | 2136.68 |
| 11    | USA  | Morgan Pearson          | 2108.13 |
| 12    | NOR  | Vetle Bergsvik Thorn    | 2033.14 |
| 13    | JPN  | Kenji Nener             | 1960.81 |
| 15    | POR  | Vasco Vilaça            | 1765.62 |
| 21    | SUI  | Simon Westermann        | 1382.93 |
| 31    | GER  | Jonas Schomburg         | 907.98  |
| 38    | GER  | Tim Hellwig             | 756.34  |
| 63    | AUT  | Alois Knabl             | 404.19  |
| 75    | GER  | Lasse Nygaard Priester  | 323.01  |
| 78    | GER  | Lasse Lührs             | 301.69  |

(Stand: 20. Oktober 2024)

#### Frauen
| Platz | Land | Athletin             | Punkte  |
| ----- | ---- | -------------------- | ------- |
| 1     | FRA  | Cassandre Beaugrand  | 4000.00 |
| 2     | GBR  | Beth Potter          | 3792.51 |
| 3     | FRA  | Emma Lombardi        | 3508.06 |
| 4     | GER  | Lisa Tertsch         | 3401.75 |
| 5     | LUX  | Jeanne Lehair        | 2667.92 |
| 6     | GBR  | Georgia Taylor-Brown | 2472.88 |
| 7     | FRA  | Leonie Periault      | 2389.56 |
| 8     | GBR  | Kate Waugh           | 2030.84 |
| 9     | BMU  | Flora Duffy          | 1937.91 |
| 10    | GBR  | Vicky Holland        | 1905.03 |
| 11    | USA  | Kirsten Kasper       | 1849.36 |
| 12    | ITA  | Alice Betto          | 1717.25 |
| 14    | USA  | Taylor Knibb         | 1629.36 |
| 15    | USA  | Taylor Spivey        | 1622.94 |
| 17    | USA  | Gwen Jorgensen       | 1605.05 |
| 21    | GER  | Nina Eim             | 1418.73 |
| 23    | SUI  | Julie Derron         | 1349.19 |
| 83    | AUT  | Julia Hauser         | 243.19  |
| 113   | AUT  | Lisa Perterer        | 148.49  |